# Битва при Оломоуце

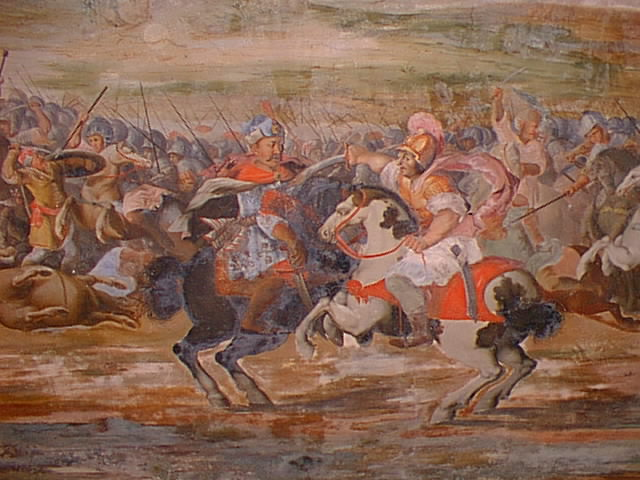
Победа Ярослава над татарами. Роспись потолка в замке Зелена Гора, Непомук, Чехия, XIX в. (в этом замке была «найдена» другая «рукопись» Вацлава Ганки)

Би́тва при Оломо́уце — вымышленное событие 1241 года во время западного похода монголов (1236—1242), якобы победа чехов под предводительством Ярослава из Штернберка над татарами под городом Оломоуц (Ольмюц) в Моравии (исторические упоминания об этом городе относятся только к 1250-м годам). Упоминание же об этой битве содержится только в Краледворской рукописи — сборнике «древнечешских» эпических и лирических песен, который, как доказано в конце XIX — начале XX века, представляет собой подделку, изготовленную филологом, поэтом и одним из основателей Национального музея в Праге Вацлавом Ганкой в 1817 году. Несмотря на это, битва фигурирует во многих сочинениях историков XX века, уже после того, как рукопись была разоблачена.

## Изложение событий в Краледворской рукописи
Согласно тексту песни «Ярослав», после битвы при Легнице отставшие части монгольской армии, отброшенные Готтхардом фон Брандисом, отправились через Судеты обратно в Моравию. После отхода монголов европейский союз вновь распался, поэтому чехи вынуждены были встретить врагов в одиночестве. Монголы опустошили Ганскую область, но города Оломоуц, Брно и Нове Место не были взяты. Оборону Оломоуца держал Ярослав из Штернберка с 6000 воинов. Во время вылазки был убит сын хана, который называется в песне Кублаем (в действительности хан Хубилай царствовал позже; имя взято из средневекового перевода на чешский «Книги Марко Поло»). Спустя 3 дня монголы прекратили осаду и ушли в Венгрию.
Как отмечает Г. В. Вернадский в книге «Монголы и Русь», в действительности, «следуя приказу о скорейшем движении в Венгрию, эти силы не могли терять время на осаду городов. Они разделились на несколько маленьких отрядов и грабили страну по мере продвижения. Богемский король Вацлав отбросил одну из этих орд при Кладно, что укрепило чешский моральный дух, но не оказало влияния на монгольскую стратегию. В противовес широко распространенной легенде, в Моравии не было решительных битв; через неделю или две все орды пересекли её территорию».

## Повод для фальсификации
Битва при Оломоуце придумана Ганкой как средство национального возвеличивания чехов — в одиночку, без помощи других народов, чехи наносят монголо-татарам решительное поражение и останавливают их продвижение в Европу. Как часто у Ганки, сюда прибавлена антинемецкая нота — Ярослав бьётся с татарами, вторгшимися в Чехию при попустительстве немцев.
В мистификации есть также одна конкретная деталь, которая едва ли случайна. Легендарный Ярослав из Штернберка представал предком графского рода Штернберков, из которых происходил граф Кашпар Штернберк — один из основателей-меценатов Пражского национального музея.

## Карьера вымышленной битвы
В эпоху авторитета «Рукописей» великим событием национальной истории считалась и битва Ярослава с монголами. В 1841 году (ещё при жизни Ганки) патриоты в Оломоуце торжественно отметили её 600-летний «юбилей».
Вымышленная Ганкой битва фигурирует у С. М. Соловьёва: «Татары не решились вступить во вторичную битву и пошли назад в Венгрию; на этом пути опустошили Силезию и Моравию, но при осаде Ольмюца потерпели поражение от чешского воеводы Ярослава из Штернберга и удалились поспешно в Венгрию». В то время, когда Соловьёв писал «Историю», рукописи Ганки считались подлинными (на этой точке зрения стояло, в частности, большинство русских славистов).
Однако и после того, как Краледворская рукопись была разоблачена (в конце XIX — начале XX в.), битва при Оломоуце (Ольмюце) продолжала упоминаться и описываться в работах Э. Хара-Давана «Чингис-хан» (1929), Б. Д. Грекова «Золотая Орда и её падение» (1950), Л. Н. Гумилёва «Поиски вымышленного царства» (1970) и других историков, а также в 3-м издании БСЭ.
В художественной литературе о вымышленной битве, в частности, писал Василий Ян:

При Оломоуце, обложенном татарами, произошла кровавая встреча: здесь предводитель чешского войска, Ярослав, нанёс татарам чувствительное поражение, и от его храброй руки пал хан Пайдар.
— В. Ян «К последнему морю»
Упоминается она и у Ярослава Гашека:

— Так ты, выходит, татарин? — с сочувствием протянул Швейк. — Тебе повезло. Раз ты татарин, то должен понимать меня, а я тебя. Гм!

Знаешь Ярослава из Штернберга? Даже имени такого не слыхал, татарское отродье? Тот вам наложил у Гостина по первое число. Вы, татарва, тогда улепетывали с Моравы во все лопатки. Видно, в ваших школах этому не учат, а у нас учат.
— Ярослав Гашек «Похождения бравого солдата Швейка»

## Монгол-англичанин
Получила распространение легенда, что в «битве при Оломоуце» командовавший монгольским войском Пайдар или Пэту оказался англичанином по имени Питер (на самом деле царевич-чингизид Байдар в том же 1241 году командовал монголами в битве при Легнице).
Позднейшие чешские хроники, описывающие вымышленную битву, превращают Пэту в монгольского принца — сына Хубилая (явный анахронизм) и говорят, что Ярослав из Штернберка лично отрубил ему в бою правую руку (dexteram propria manu amputavit), отчего тот и умер. По другим рассказам, он был взят Ярославом в плен и повешен.
В романе Алексея Югова «Ратоборцы» он — Джон Пэта, английский крестоносец. Английский писатель Гэбриэл Роуни написал о его «приключениях» целый роман под названием «Англичанин татарского хана».
Дополнительную живописную подробность внёс Лев Гумилёв:

Татарский предводитель, взятый в плен чехами при Ольмюце, оказался английским тамплиером по имени Питер.
— Л. Н. Гумилёв «Древняя Русь и Великая Степь» (1989)
Источником данной легенды могло послужить смешение в позднейших описаниях нескольких реальных исторических фактов. В частности, в 1245 году на XIII Вселенском соборе католической Церкви в Лионе присутствовал русский архиепископ Пётр, бежавший из Руси от монголов, сторонник единства с Римом, тогдашний Киевский митрополит. Он сообщил собору о разрушительных последствиях монгольского нашествия на Русь, Польшу и Венгрию.
В «Chronica majora» Матфея Парижского сообщается о письме некоего Ивона Нарбоннского, в котором говорилось, что среди пленных монголов оказался безымянный переводчик-англичанин:

Из числа бежавших [монголов] правитель Далмации захватил восьмерых, один из которых … был англичанин, из-за какого-то преступления осужденный на вечное изгнание из Англии. Он от лица презреннейшего короля таттарского дважды приходил к королю Венгрии [как] посол и толмач и угрожал, предварительно приведя достаточно примеров, злодеяниями, которые они учинят, если он не отдаст себя и королевство своё в рабство таттарам. Когда же его наши государи заставили говорить правду о таттарах, он, как кажется, ничего не утаил, но приводил такие сведения, что можно было поверить и в самого дьявола. [Далее следует рассказ англичанина о его злоключениях после изгнания из Англии.] Его же, захваченного лазутчиками, таттары увели с собой; и после того, как они получили ответ, что обретут господство надо всем миром, склонили [его] на верность и служение себе многими дарами по той причине, что нуждались в толмачах.
— Матфей Парижский «Великая хроника» (ок. 1200-1259)

## См.также
- Битва на Гробникском поле — вымышленная победа хорватов над монголами